# 戸木城
戸木城（へきじょう）は、三重県津市戸木町にあった日本の城（平山城）。

## 概要
天文23年（1554年）木造城主の木造具政が家督をその子木造長政に譲り、隠居所として築き、ここを戸木御所と称したとされる。その後、天正12年（1584年）に長政が増強・修復して完成した。 
永禄12年（1569年）、具政・長政父子は、伊勢に侵入してきた織田信長から南伊勢の案内を頼まれて信長に属し、その後、北畠家を継いだ信雄に仕えた。 
本能寺の変で信長が斃れた後の天正12年（1584年）、信雄と秀吉の対立により、小牧・長久手の戦いが発生し、秀吉の軍勢蒲生氏郷に攻められた。 
木造家一族は戸木城に籠城し、将兵数百人での木造勢の籠城戦は約６ヶ月にも及んだが、信雄と秀吉の和睦が成立し、長政は城を明け渡して田辺城（現三重県いなべ市）に移った。 
落城後は、一時、現在の津市庄田町に勢力を持っていた中川庄蔵が預かっていたが、慶長年間に廃城となった。
昭和52年（1977年）、小学校建設に先立ち発掘調査が行われ、堀の跡などが発見された。現在城跡は津市立戸木小学校となっている。